# Hornitos
Hornitos är en ort i Mexiko.   Den ligger i kommunen Actopan och delstaten Veracruz, i den sydöstra delen av landet, 280 km öster om huvudstaden Mexico City. Hornitos ligger 37 meter över havet och antalet invånare är 1 177.
Terrängen runt Hornitos är platt åt sydost, men åt nordväst är den kuperad. Runt Hornitos är det tätbefolkat, med 276 invånare per kvadratkilometer. Närmaste större samhälle är Zempoala, 2,3 km sydost om Hornitos. Trakten runt Hornitos består till största delen av jordbruksmark.